# Paramyia latigena
Paramyia latigena är en tvåvingeart som beskrevs av Papp 2001. Paramyia latigena ingår i släktet Paramyia och familjen sprickflugor.
Artens utbredningsområde är Vietnam. Inga underarter finns listade i Catalogue of Life.